# Paris Saint-Germain Football Club 1973-1974
Questa voce raccoglie le informazioni riguardanti il Paris Saint-Germain Football Club nelle competizioni ufficiali della stagione 1973-1974

## Stagione
All'inizio della stagione 1973-74 un nuovo riassetto societario portò alla guida della squadra lo stilista Daniel Hechter, che assunse per quella stagione la carica di amministratore delegato. Con Just Fontaine alla direzione tecnica della squadra il Paris Saint-Germain migliorò di molto le proprie prestazioni a dispetto delle difficoltà amministrative dovute ai finanziamenti del comune, giungendo infine al secondo posto, valido per l'accesso play-off-promozione con la seconda classificata del secondo raggruppamento.
Vincendo allo spareggio contro il Valenciennes, i parigini riguadagnarono la massima serie dopo averla persa a causa della scissione della società avvenuta due anni prima. In quella stessa stagione la squadra fu autrice di una buona prestazione in Coppa di Francia, dove furono fermati ai quarti di finale dallo Stade de Reims, vincitore per 5-0 nella gara di andata giocata al Parco dei Principi.

## Maglie e sponsor
Nella stagione 1973-74 avvenne un significativo rinnovamento delle divise della squadra (voluto principalmente dall'amministratore delegato Hechter, il quale provvide a disegnare le maglie): fu infatti introdotta quella che poi è divenuta la tradizionale divisa della squadra, di colore blu con una striscia bianca e rossa al centro. Come seconda divisa viene introdotta una maglia bianca con striscia rossa e blu a sinistra. Queste divise hanno avuto come fornitore tecnico Le Coq Sportif e come sponsor ufficiale Canada Dry. In Coppa di Francia è stata utilizzata invece una terza divisa più simile a quella delle origini (rossa con calzettoni blu), firmata Adidas e sponsorizzata Perrier.
| Manica sinistra · Maglietta · Maglietta · Manica destra · Pantaloncini · Calzettoni | Manica sinistra · Maglietta · Manica destra · Pantaloncini · Calzettoni | Manica sinistra · Maglietta · Maglietta · Manica destra · Pantaloncini · Calzettoni |

## Organigramma societario
Area direttiva
- Presidente:  Henri Patrelle
- Amministratore delegato:  Daniel Hechter

Area tecnica
- Direttore tecnico:  Just Fontaine
- Allenatore:  Robert Vicot

## Rosa
| N. |                    | Ruolo | Calciatore       |
| -- | ------------------ | ----- | ---------------- |
|    | Francia (bandiera) | P     | Jacky Planchard  |
|    | Francia (bandiera) | P     | Camille Choquier |
|    | Francia (bandiera) | D     | Jacky Bade       |
|    | Francia (bandiera) | D     | Didier Ledunois  |
|    | Francia (bandiera) | D     | Christian Quéré  |
|    | Francia (bandiera) | D     | Perre Bajoc      |
|    | Francia (bandiera) | D     | Louis Cardiet    |
|    | Francia (bandiera) | D     | Patrice Zbinden  |
|    | Francia (bandiera) | D     | Éric Renaut      |
|    | Francia (bandiera) | C     | Michel Llorda    |
|    | Francia (bandiera) | C     | Jacky Laposte    |
|    | Francia (bandiera) | C     | Robin Leclercq   |
|    | Francia (bandiera) | C     | Jean Deloffre    |

| N. |                              | Ruolo | Calciatore           |
| -- | ---------------------------- | ----- | -------------------- |
|    | Francia (bandiera)           | C     | Bernard Dumot        |
|    | Francia (bandiera)           | C     | Jean-Pierre Dogliani |
|    | Francia (bandiera)           | C     | Bernard Béréau       |
|    | Francia (bandiera)           | C     | Jean-Louis Leonetti  |
|    | Francia (bandiera)           | A     | Jean-Louis Brost     |
|    | Togo (bandiera)              | A     | Othniel Dossevi      |
|    | Francia (bandiera)           | A     | Michel Marella       |
|    | Congo-Brazzaville (bandiera) | A     | François M'Pelé      |
|    | Francia (bandiera)           | A     | Christian André      |
|    | Brasile (bandiera)           | A     | Armando Monteiro     |
|    | Francia (bandiera)           | A     | Guy Nosibor          |
|    | Israele (bandiera)           | A     | Mordechai Spiegler   |
|    | Italia (bandiera)            | A     | Aldo Signori         |

## Statistiche

### Statistiche di squadra
| Competizione     | Punti | Totale | Totale | Totale | Totale | Totale | Totale | DR  |
| Competizione     | Punti | G      | V      | N      | P      | Gf     | Gs     | DR  |
| ---------------- | ----- | ------ | ------ | ------ | ------ | ------ | ------ | --- |
| Division 2       | 57    | 34     | 19     | 6      | 9      | 70     | 42     | +28 |
| Coppa di Francia | -     | 10     | 7      | 2      | 1      | 26     | 11     | +15 |
| Totale           |       | 44     | 26     | 8      | 10     | 96     | -86    |     |